# Hemerobius flavus
Hemerobius flavus là một loài côn trùng trong họ Hemerobiidae thuộc bộ Neuroptera. Loài này được Gmelin miêu tả năm 1790.